# Logia
Logia (oversat til "Natur System") er en af de tre Djævle Frugt typer i One Piece-universet. Den er mest karakteriseret ved at give dens bruger evnen til at forvandle sig til et element, eller en naturkraft. Logia Djævle Frugter betragtes som de mest magtfulde, og også de sjældneste Djævle Frugt typer.
Smok-Smok frugten: Spist af Smoker. Giver en evnen til at generere, kontrollere, og forvandle sig til røg, og bliver også immun over for røg. Denne frugt er bedst velegnet til at indfange ens fjender, da brugeren kan kontrollere røgens tæthed. Som de fleste andre Logia type Djævle Frugter, tillader denne frugt også brugeren at "flyve", ved at omdanne deres krop, eller bare den nederest halvdel af den til røg, hvilket øger ens hurtighed væsentligt.
Ild-Ild frugten: Spist af Portgas D. Ace. Giver en evnen til at generere, kontrollere, og forvandle sig til ild, og er immun over for ild og varme. Kræfterne, man får, er sandsynligvis cirka ligeså stærke som Smok-Smok frugten, og Frys-Frys frugten. At omdanne sig til ild har også den effekt at det brænder modstanderen. Som de fleste andre Logia type Djævle Frugter, tillader denne frugt også brugeren at "flyve", ved at omdanne deres krop, eller bare den nederest halvdel af den til ild, hvilket øger ens hurtighed væsentligt.
Sand-Sand frugten: Spist af Sir Crocodile. Giver en evnen til at generere, kontrollere, og forvandle sig til sand. Man kan også dræne alt fuldstændig for vand, men bliver man ramt af noget vådt (selv blod) kan man ikke blive til sand. Som de fleste andre Logia type Djævle Frugter, tillader denne frugt også brugeren at "flyve", ved at omdanne deres krop, eller bare den nederest halvdel af den til sand, hvilket øger ens hurtighed væsentligt.
Torden-Torden frugten: Spist af Enel. Giver en evnen til at generere, kontrollere, og forvandle sig til lyn, og er immun overfor elektricitet. Dette giver også en evnen til at bevæge sig med lynets hast (som et lyn). At omdanne sig til lyn har også den effekt at det elektrisifisere modstanderen. Selv om den virker almægtig, er den eneste svaghed gummi, eftersom gummi er en naturlig isolator. Denne svaghed gør brugeren af Gum-Gum frugten den naturlige fjende af denne frugts evner på grund af deres gummi krop. Ikke nok med at alle Enels elektriske angreb overhovedet ikke havde nogen effekt på Luffy, men Enel mistede også sin usårlighed overfor Luffys angreb, præcis ligesom hvordan Crocodile mistede sin usårlighed da Luffy var dækket af vand. Siges at være den stærkeste djævlefrugt i verden. Den ondeste, mest djævlske frugt er mørk-mørk frugten.
Frys-Frys frugten: Spist af Admiral Kuzan (bedre kendt som Admiral Aokiji). Giver en evnen til at generere, kontrollere, og forvandle sig til is, og er immun overfor ice og kulde. Man kan også sænke andres kropstemperatur ved at røre ved dem. At omdanne sig til is har også den effekt at det fryser modstanderen. Det interresate ved denne frugt er, da den er en af de få Logia der kan blive ramt af fysiske angreb. Dette er hovedesagligt fordi is er et solidt-stage element, og derfor kan brugeren ikke bare oplyse sig til sit element for at undgå skade som andre Logia brugere kan.
Mørk-Mørk frugten: Spist af Blackbeard (Marshall D. Teach). Giver en evnen til at generere, kontrollere, og forvandle sig til mørke. Denne frugt er meget "unik" selv for en Logia type. Denne frugts primære styrke, som demonstreret af Blackbeard, er at den tillader brugeren at kontrollere mørke, og de unikke egenskaber for tyngdekraft. Mørket bliver demonstreret som en sort røg lignende substans der spreder sig ud fra brugerens krop. Mørket er et tomrum der fortærer og knuser alt. På grund af dette, kan brugeren absorbere alle former for fysisk materie og angreb ved at suge det ind i mørket. Brugeren har også evnen til uimodståligt at trække modstanderen hen til sig uanset hvilken tilstand de er i. Den mest unikke og frygtsomme fordel ved frugten er at brugeren også har evnen til at ophæve evnerne fra andre Djævle Frugter ved simpelthen at røre dem og derved dræne dem for deres evner. Alle typer af Djævle Frugter, Paramecia, Zoan, og Logia, bliver påvirket af dette, selvom Logia er de mest påvirket da de ikke længere har evnen til at opløses sigselv for at undgå angreb, eller at forvandle sig til deres element.
Udover de sædvanlige Djævle Frugt svagheder (ikke at kunne svømme) er Mørk-Mørk frugtens største svaghed at i modsætning til andre Logia, kan brugeren ikke forvandle sig til deres element, og er derfor ikke immun overfor skade, men er i stedet for sårbar overfor det, da denne frugt forstærker angreb.
Lys-Lys frugten: Spist af Borsalino (bedre kendt som Admiral Kizaru). Giver en evnen til at generere, kontrollere, og forvandle sig til lys. På grund af denne frugt er Borsalino muligvis den hurtigste mand i verdenen (da intet er hurtigere end lyset). Som de fleste andre Logia type Djævle Frugter, tillader denne frugt også brugeren at "flyve", ved at omdanne deres krop, eller bare den nederest halvdel af den til lys, hvilket øger ens hurtighed væsentligt. Den eneste svaghed ved denne frugt, ud over de sædvanlige Djævle Frugt svagheder (ikke at kunne svømme), er at brugerens lys angreb kun kan flyve i en lige linje, og er derfor nem at forudsige (dog nærmest umulig at undvige).
Magma-Magma frugten: Spist af Sakazuki (bedre kendt som Admiral Akainu). Giver en evnen til at generere, kontrollere, og forvandle sig til magma, og er immun over for magma og varme. At omdanne sig til magma har også den effekt at det brænder modstanderen. Denne frugts evner er naturligt stærkere end Ild-Ild frugten, hvilket tillader brugeren at overvinde deres ild, og brænde dem.
Sump-Sump frugten: Spist af Caribou. Giver en evnen til at generere, kontrollere, og forvandle sig til sump.
Gas-Gas frugten: Spist af Caesar Clown. Giver en evnen til at generere, kontrollere, og blive til gas.
Sne-Sne frugten: Spist af Monet. Giver en evnen til at generere, kontrollere, og blive til sne,